# Murad IV
Murad IV, född 26/27 juli 1612, död 8/9 februari 1640, var sultan av Osmanska riket från 1623 till sin död 1640.
Han var son till sultan Ahmed I och Kösem och efterträdde sin farbror Mustafa I. Den verkliga regenten under hans första regeringstid var hans mor. Först 1632 började han spela någon roll som regent. Han påbörjade ett krig mot Persien vilket avslutades 1639, då bland annat Bagdad tillföll Osmanska riket. I Europa underhöll Murad IV fredliga förbindelser med Österrike och Venedig. På grund av uppror bland tatarerna på Krim var osmanernas inflytande där svagt. Murad IV var Osmanska rikets siste krigarsultan. Han lyckades under sin regering uppehålla rikets anseende som militärmakt. Hans mest framträdande karaktärsdrag var hans grymhet. 1632-37 lät han avrätta omkring 25.000 människor. I synnerhet riktade sig hans hat mot rikets kristna undersåtar.